# Abbaye Saint-Wandrille de Fontenelle
Vous lisez un « bon article » labellisé en 2007.
Ne pas confondre avec l'Abbaye de Fontenelle, de l'ordre de Cîteaux, située près de Maing dans le département du Nord

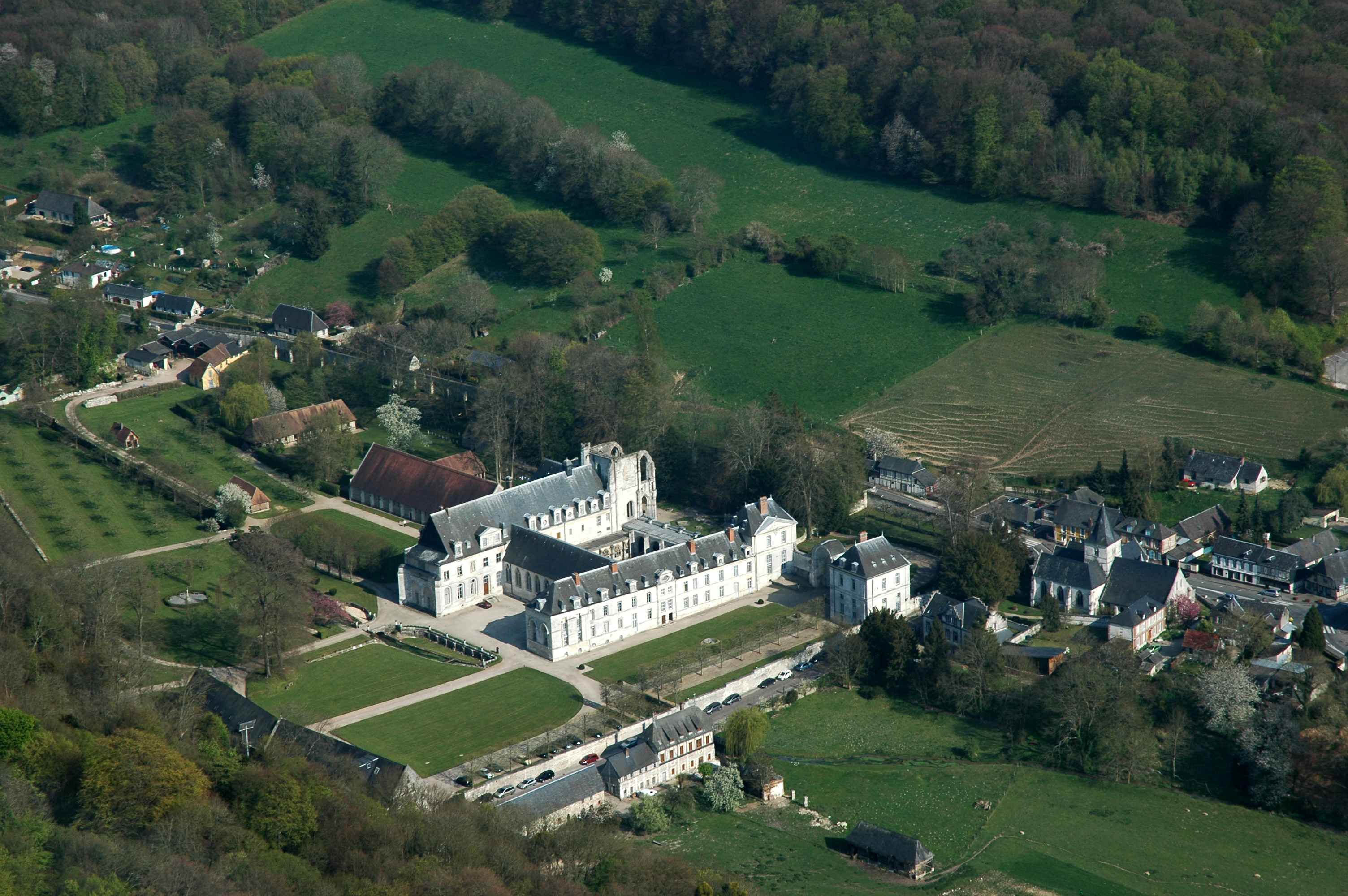
Vue aérienne de l'abbaye.

L'abbaye Saint-Wandrille, anciennement abbaye de Fontenelle, est une abbaye bénédictine de la congrégation de Solesmes située dans l'ancienne commune française de Saint-Wandrille-Rançon au sein de la commune nouvelle de Rives-en-Seine, dans le département français de la Seine-Maritime, en région Normandie. Fondée en 649, sur la rive droite de la Seine, l'abbaye a connu une longue histoire marquée par trois grandes périodes de saccages et de destructions : celles liées aux incursions des Vikings, puis celles engendrées par les guerres de Religion, et enfin celles consécutives à la Révolution française. C'est encore aujourd'hui une abbaye de moines bénédictins.
L'abbaye fait l’objet d’un classement au titre des monuments historiques par liste de 1862 et par arrêtés des 18 avril 1914 et 10 juillet 1995.

## Historique

### De la fondation du monastère de Fontenelle aux incursions vikings (649-858)
Lieux de Fontenelle
Avant la fondation de l'abbaye, il y aurait eu un domaine gallo-romain. L'ancien nom du ruisseau aujourd'hui dénommé Fontenelle, demeure inconnu, où un moulin aurait été construit. Le 4 mars 638, le domaine fut concédé au roi Dagobert à titre personnel, puis confirmé par Clovis II, le 4 février 649. Le domaine fut alors abandonné, et l'acte de vente des droits fut passé à Compiègne le 1er mars 649 par le neveu de saint Wandrille, saint Gond (ou Godon), qui fut ermite en Brie, puis fondateur de l'abbaye Saint-Pierre-d'Oyes en Champagne, avant de mourir vers 690. Le 1er mars 650, Clovis II ratifia la vente, et transféra aux religieux les droits.

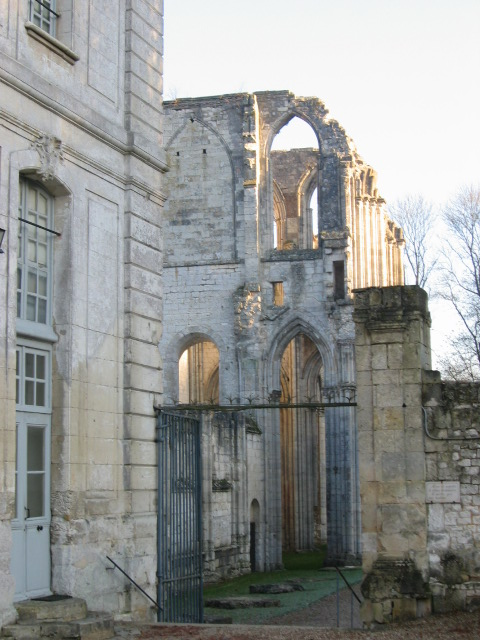
Pavillon classique et emplacement de l'ancien porche d'entrée de l'église Saint-Pierre.

#### Fondation de l'abbaye
Saint Wandrille fonde en 649 une abbaye qu'il baptise peut-être lui-même Fontenelle (attesté sous la forme latinisée Fontanella) en référence au ruisseau qui la traverse, le nom s'appliquera peut-être au ruisseau par la suite. La terre est concédée par Erchinoald, maire du palais de Neustrie. De 650 à 668, saint Wandrille et les moines construisent les bâtiments et les églises Saint-Pierre, Saint-Paul, Saint-Laurent, Saint-Amand, Saint-Saturnin et, possiblement, de Saint-Pancrace et Notre-Dame de Caillouville, ainsi qu'une bibliothèque, contenant les œuvres de saint Grégoire Ier (rapportées de Rome par saint Gond), ainsi que la règle de saint Colomban. Du temps de saint Wandrille l'abbaye se démarque en n'acceptant pas de donations hormis la dot dont les moines disposent à leur entrée dans l'établissement.
De 678 à 690, saint Ansbert, nouvel abbé de l'abbaye, construit un hôpital pour douze pauvres et seize malades. En 704, le roi Childebert III l'Adopté fait don à l'abbaye du domaine d'Aupec et de ses dépendances. En 787, sur ordre de Charlemagne, un polyptyque, aujourd'hui perdu, est établi par Landry, abbé de Jumièges et Richard, comte de Rouen. Saint Gervold qui devient abbé en 787, gouverna l'abbaye pendant dix-huit ans jusqu'en 806 et fut chargé par Charlemagne de fonctions importantes. Il fit reconstruire le chauffoir, les cuisines, l'infirmerie, ainsi que plusieurs autres parties de l'abbaye. Elle est la troisième abbaye de la province de Rouen après Saint-Ouen et Saint-Evroult.
Anségise de Fontenelle, qui devint abbé en 823, entreprit des travaux considérables. Il fait bâtir « un dortoir de 208 pieds de longueur sur 27 pieds de largeur et 64 pieds de hauteur » ; on y voyait, au milieu, une pièce en saillie ayant un pavé composé de pierres artistiquement disposées et dont le plafond était peint. Il fait décorer également le réfectoire de peintures. Pour la décoration du réfectoire, il fait venir de Cambrai un peintre de grand renom : Madalulfe. Les fenêtres étaient vitrées, et toutes les boiseries étaient en chêne. Ce réfectoire était une partie d'un bâtiment qu'il avait fait construire et divisé en deux, l'autre partie servant de cellier. Vers 830, il aménage la haute tour lanterne « Sur cette basilique Saint-Pierre, il fit placer une flèche quadrangulaire haute de 35 pieds, faite de bois tourné, posée sur le sommet de la tour de cette église. Il la fit couvrir de plomb, d'étain et de cuivre doré et y posa trois cloches ; auparavant ce n'était qu'un travail très modeste. Il fit recouvrir de neuf cette tour et aussi l'abside avec des tuiles de plomb ».
Il fit réaliser un autre corps de bâtiment appelé « La Grande Maison », qui renfermait un appartement avec une cheminée et touchait d'un côté au réfectoire et de l'autre au dortoir ; comme ces deux derniers bâtiments devaient être, d'après la chronique, en contact avec l'église du côté nord, il paraît facile de tracer le plan du monastère à cette époque. Il devait se composer d'une cour carrée enclose au midi par l'église, à l'est par le dortoir, à l'ouest par le réfectoire et au nord par le grand bâtiment dont on ignore la destination.
Il semble probable qu'il y avait à l'ouest une seconde cour renfermant les magasins et autres dépendances du monastère. Le long des constructions dont la Chronique de Fontenelle nous donne une description si intéressante, et à l'intérieur de la cour, se trouvaient des portiques construits par ordre d'Anségise, dont le toit et la charpente reposaient sur des pilastres. L'église bordait d'un côté la cour du cloître. À Fontenelle, le cloître était placé au nord de l'église. Dans ses constructions Anségise n'avait pas oublié la bibliothèque, qui était près du réfectoire. Les rayons ou planches supportant les livres étaient fixés avec des clous de fer, le chartrier se trouvait près du dortoir. On voyait à Fontenelle, près de l'abside de l'église une première salle, construite par saint Anségise, pour les délibérations que l'on désignera plus tard sous le nom de salle capitulaire.
Une charte de Charles le Chauve datée du 21 mars 854 indique que les religieux de Fontenelle possèdent des biens au Pecq (Yvelines), à Chaussy-en-Vexin (Val-d'Oise), à Pierrepont dans la commune de Grandcourt, Bution et Marcoussis dans l'Essonne.

#### Raids vikings
En mai 841, un premier raid de pirates nordiques, conduit par Oskar (Ásgeir), brûle Jumièges et ses environs ainsi que Rouen, mais ne touche pas à l'abbaye pour laquelle saint Foulques (mort en 845), l'abbé en fonction, parvient à payer une rançon. Louis du Maine, un de ses successeurs, se voit obligé de réitérer deux fois la même opération de paiement de rançon.
Le 9 janvier 862, les Vikings reviennent pour la quatrième fois ; les moines s'enfuient avec toutes les reliques, et l'abbaye est pillée et détruite par les Nortmanni. Les moines se réfugient à Boulogne, puis à Chartres (885). Ils retournent ensuite à Boulogne et déposent les corps de saint Wandrille et de saint Ansbert au Mont-Blandin à Gand, où ils s'établissent un temps en 944.
Ils évacuent aussi leur librairie, qui contient des éléments de la production hagiographique pré-normande dont certains nous sont parvenus, d'autant plus importants pour leur rareté. Le moine Harduin de Fontenelle a laissé de nombreux écrits.

### De la restauration de l'abbaye au saccage par les huguenots (858-1566)

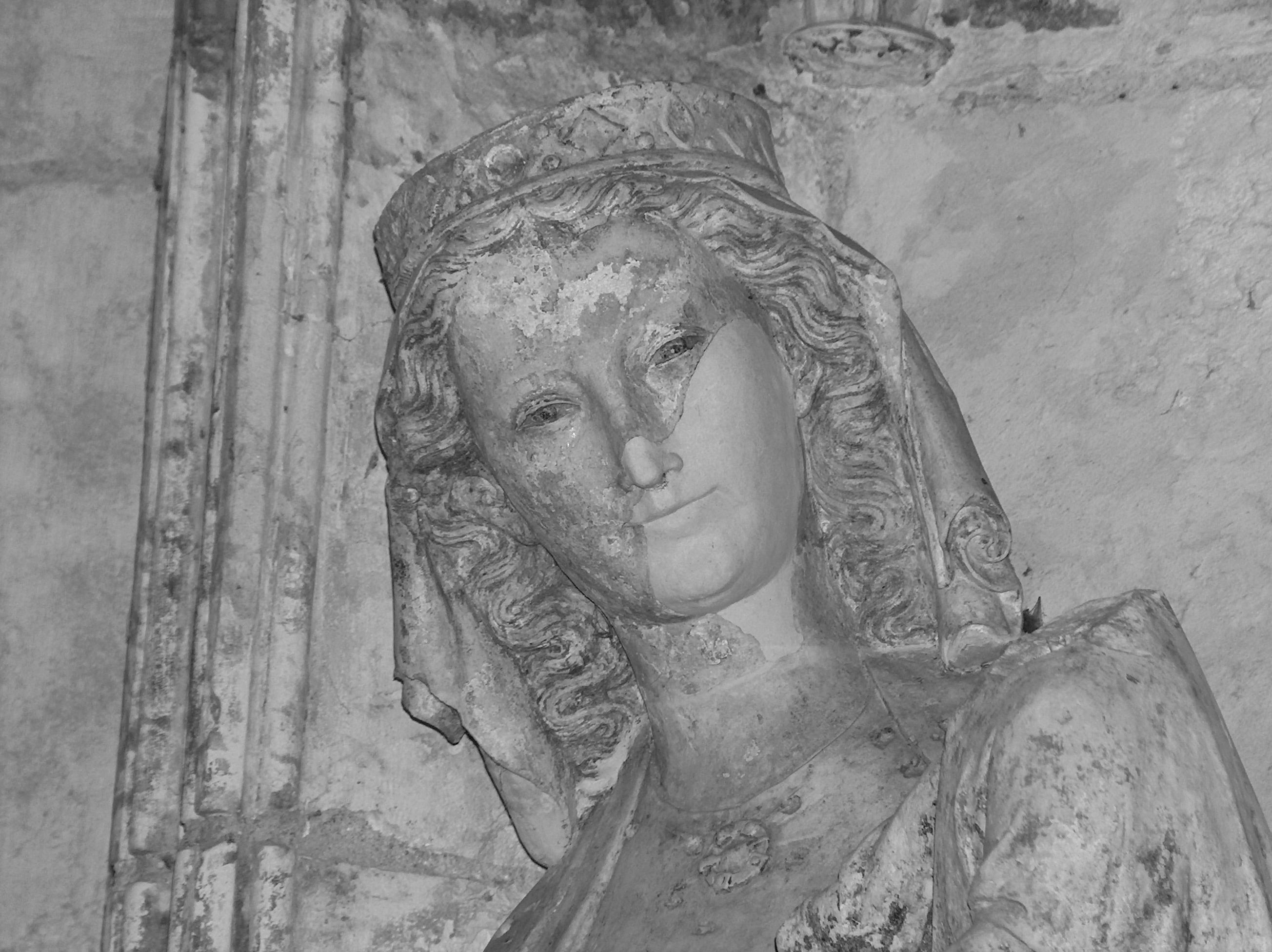
Le visage de Notre-Dame de Fontenelle, datant du début du XIVe siècle, montre des signes de réparation après les dommages infligés par le pillage de l'abbaye en 1562 par les huguenots.

C'est vers 960, après une première tentative infructueuse, que Richard Ier, duc de Normandie, soutient le rétablissement des moines menés par Gérard de Brogne. Robert le Magnifique émet des chartes de restitution de biens usurpés. De 960 à 966, Maynard Ier, restaurateur de l'abbaye et du monachisme normand au temps de Richard Ier, en conçoit l'emplacement, l'orientation et la disposition définitifs, et dirige l'abbaye avant de partir pour fonder l’abbaye du Mont-Saint-Michel, et d'en devenir le premier abbé. En 1008, saint Gérard obtient de Richard II de Normandie l'abbatiat de Fontenelle. La foudre détruit en partie la basilique de Saint-Pierre, qu'il réédifie de manière plus élégante. C'est au cours de ces travaux qu'en 1027, neuf tombeaux sont découverts, deux vides, ceux de saint Wandrille et de saint Ansbert, et les restes de saint Vulfran. Dès lors, le culte de ce saint se développe à l'abbaye, où l'on compile un recueil de miracles, les Miracula sancti Vilfranni, qui met en scène de nombreuses personnes sauvées par le saint d'un péril de mer et témoigne ainsi de l'importance de la mer dans l'économie de l'abbaye de Fontenelle, très insérée dans des réseaux de navigation de la Seine jusqu'outre-Manche.
Le successeur de Gérard de Brogne, Gradulphe, envoie des moines de l'abbaye afin de peupler l'abbaye de Préaux, vers 1040. De même, l'abbaye contribue à la fondation de l'abbaye de Grestain vers 1050. En 1145, le pape Innocent II et en 1164 le pape Eugène III confirment les biens et privilèges de l'abbaye. Robert de Meulan (v. 1142-1204) renouvelle la « liberté » de ses prédécesseurs concédant à l'abbaye le libre passage des bacs ou des bateaux de l'abbaye de Saint-Wandrille remontant ou descendant la Seine sous le château de Meulan et transportant du vin ou toute autre denrée pour l'usage des moines de Saint-Wandrille ainsi que la dîme de la forêt de Brotonne.
Sous l'abbatiat de Pierre Mauviel (1244-1255), un incendie détruit une partie de l'abbaye. Le pape Innocent IV et l'archevêque de Rouen Eudes Rigaud publient alors des indulgences afin de permettre la reconstruction de l'abbaye.
Pierre Mauviel commence la reconstruction dont le chœur gothique et le transept, achevé sous Geoffroy de Noytot. Guillaume Le Douillé construit la nef et le clocher, trois travées sont construites, ainsi que le cloître. À sa mort en 1342, les travaux ralentissent. Ce n'est qu'avec l'abbatiat de Jean de Rochois (1362-1389) que l'église Saint-Paul est finie. Le pape Boniface IX accorde alors le privilège de la mitre et des insignes pontificaux à l'abbaye de Saint-Wandrille.
L'abbaye est à nouveau abandonnée durant la guerre de Cent Ans. Les moines s'établissent à « l'Hostel Saint-Wandrille » à Rouen. En 1483, André d'Espinay, archevêque de Lyon et de Bordeaux, se fait adjuger l'abbaye. Les abbés sont alors élus. En 1523, Claude de Poitiers prend possession de l'abbaye, le père abbé est alors nommé et non élu.
Pendant les guerres de Religion, l'abbaye est pillée en mai 1562 par les protestants et leurs partisans. Des ornements de la sacristie sont brûlés sur le tombeau de cuivre de l'abbé Jean de Rochois. En 1566, les reliques de saint Wandrille et saint Vulfran sont en partie détruites ainsi que des parties de l'abbaye.

### De la restauration et la réforme de Saint-Maur à la Révolution française (1566-1790)

#### 1566-1636, effondrement de l'abbaye
À la suite de la destruction des huguenots, les ruines sont importantes. L'abbaye est considérée alors comme une propriété de la famille de Neuville.
En 1631, le clocher bâti en 1331 s'effondre, faute de réparation, et entraîne avec lui une partie des voûtes de l'abbaye. C'est donc l'abbé Ferdinand de Neufville de Villeroy, évêque de Saint-Malo puis de Chartres, qui entreprend la restauration de l'abbaye, affirmant qu'il « n'y avoit rien à profiter pour lui des mines de pierres cassées, des voûtes tombées par la chute du clocher, voûtes qu'il falloit absolument réparer ». C'est lui qui favorise l'introduction de la « réforme de saint Maur ».

#### 1636-1789, réforme Saint-Maur
En 1636 , dom Guillaume Gérard et dix-huit moines de Jumièges introduisent la réforme de Saint-Maur, réforme de l'ordre bénédictin en France. Dom Phillibert Cotelle, nommé en 1635, fait rénover le chœur, en 1647 le cloître est à son tour restauré, ainsi que les « piliers et arcs-boutants » de la nef, le plan de la coupole, qui devait remplacer la tour à la croisée du transept. Entre 1678 et 1684, Dom Hunault et Marc Rivard construisent la salle capitulaire et le dortoir, qui existe encore maintenant.
En 1757, deux pavillons sont construits : le « pavillon de la Nature » et le « pavillon de la Grâce », ainsi que la grande porte nommée « porte de Jarente » (1760).

#### Révolution française et destruction de l'abbaye
En 1789, l’abbaye devient bien national à la suite du décret du 2 novembre 1789 de l'Assemblée constituante qui met les biens de l’Église à la disposition de la Nation.
Le décret du 13 février 1790 interdit les vœux monastiques et supprime les ordres religieux réguliers, hors ceux chargés de l’éducation publique et les maisons de charité. À la fin de 1790, les moines de Saint-Wandrille doivent quitter l'abbaye. Un des moines, dom Louis-François Le Brun, meurt martyr sur un ponton à Rochefort pour avoir refusé un poste dans l'Église constitutionnelle. Il a été béatifié le 1er octobre 1995, par le pape Jean-Paul II, sur la place Saint-Pierre à Rome.

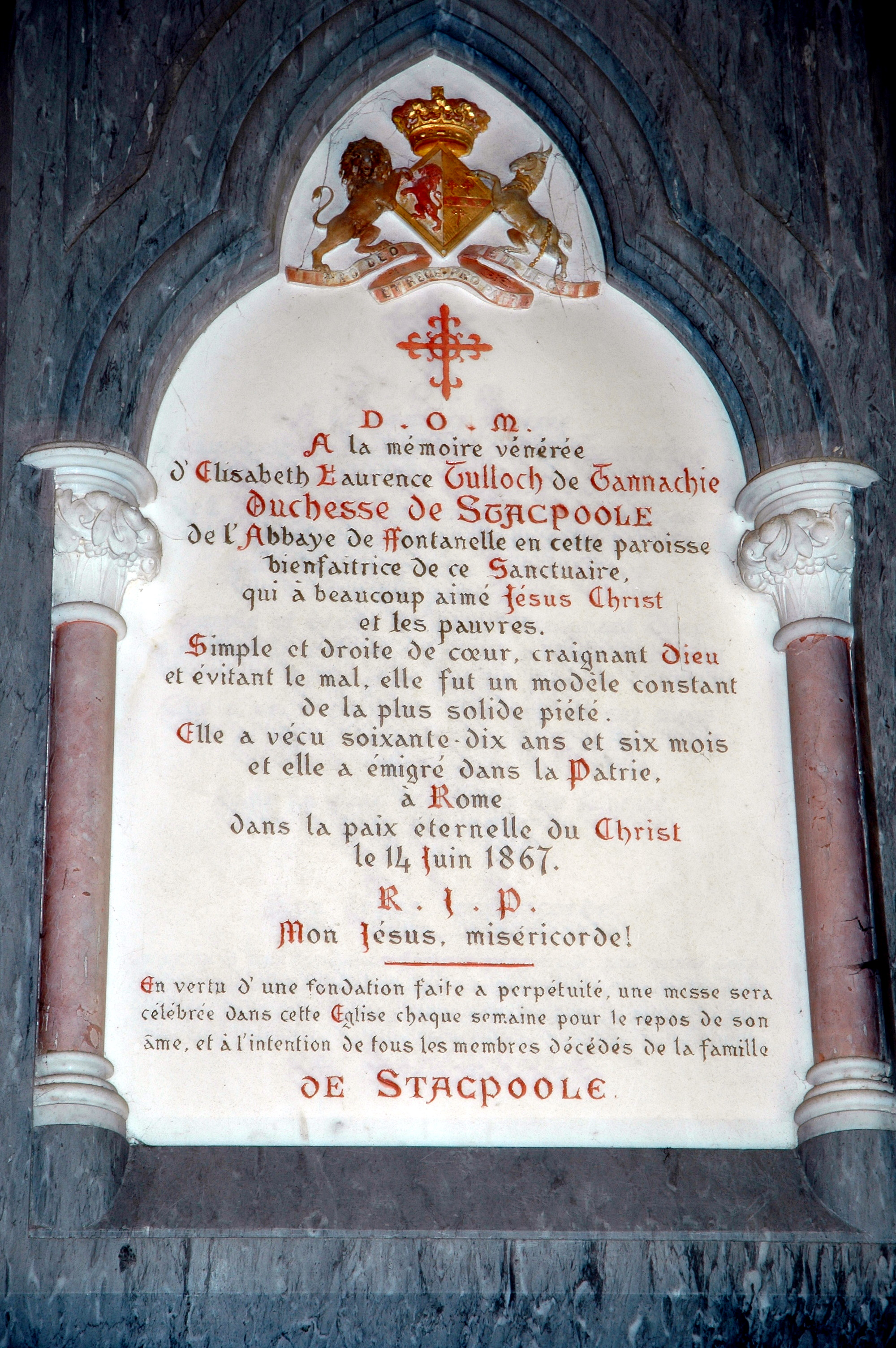
L'une des plaques commémorant la famille de Stacpoole, dans l'église paroissiale Saint-Michel.

Le 17 janvier 1792, l'abbaye, bien national, est vendue cent mille francs payés en assignats, au citoyen Cyprien Lenoir (1737-1829) ; l'église abbatiale, considérée comme carrière de pierres, est démontée. Ce n'est pas un cas unique, au cours de la Révolution beaucoup de belles choses ont été détruites. La vente, comme « biens nationaux », des biens du clergé a fait passer bien des trésors architecturaux entre les mains des révolutionnaires et autres profiteurs. La sinistre Bande Noire, dénoncée par Balzac dans plusieurs de ses romans, était une association de spéculateurs qui achetaient à bas prix les châteaux, abbayes, et autres monuments confisqués, dans le but de les revendre avec profit ou bien de les démolir et d'en vendre les matériaux. Cette abbaye comme le château de Richelieu en sont des exemples.

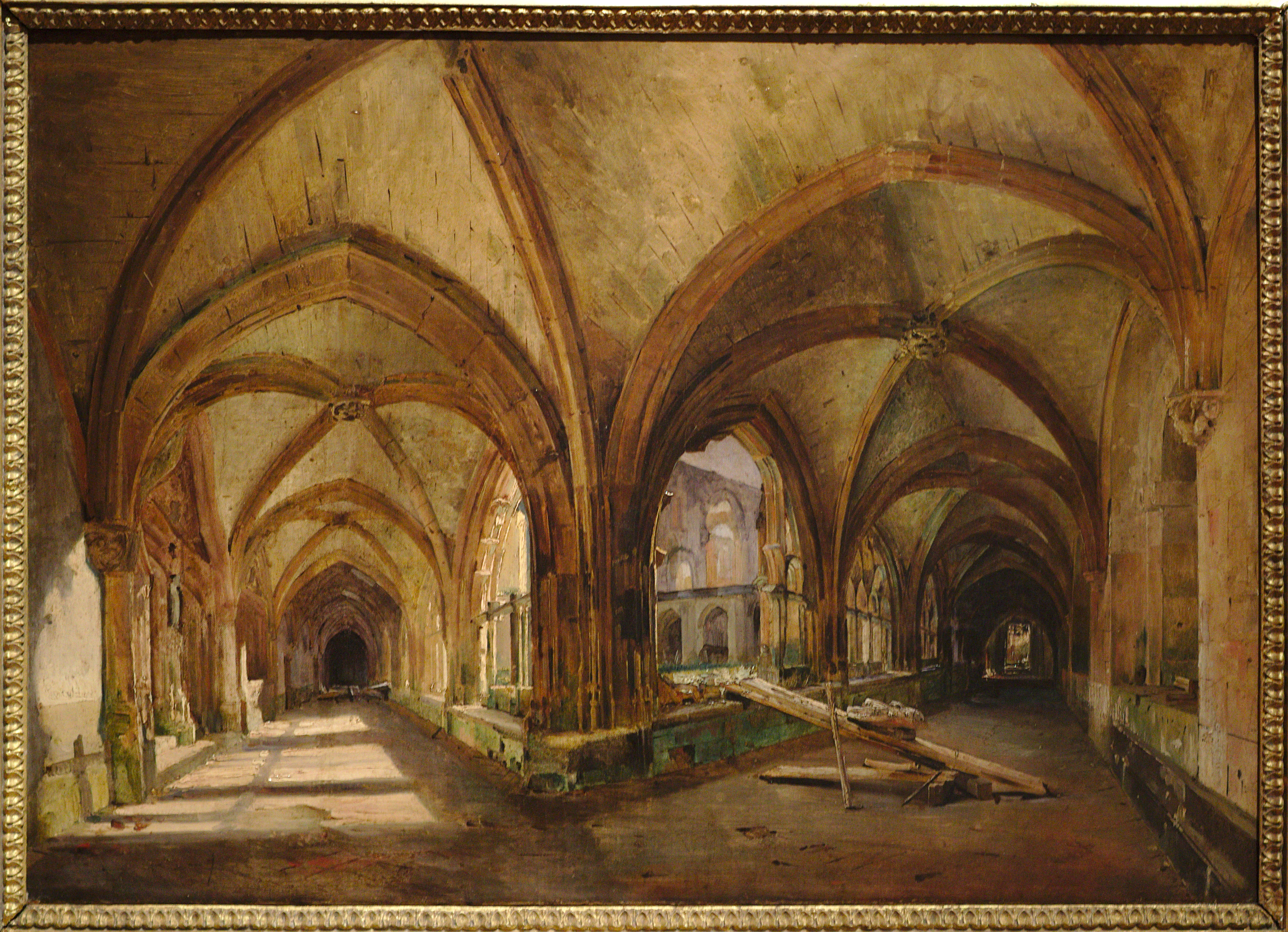
Vue du cloître de Saint-Wandrille, par Eugène Isabey, 1825-1830. Musée de Besançon.

En 1826, sous la Restauration, toujours propriété de Cyprien Lenoir, l'abbaye reçoit la visite de l'archéologue Eustache-Hyacinthe Langlois. L'intérêt pour le style gothique renaît, entraînant la visite à l'abbaye Saint-Wandrille de la duchesse de Berry, mère de l'héritier du trône, puis de Victor Hugo.

### Sauvetage de l'abbaye
Les 5 et 11 septembre 1863, faisant suite à leur visite du site quatre ans plus tôt au cours de leur voyage de noces en Normandie et à Caudebec avec son épouse Maria Dunn († 1872) — qui selon une source familiale aurait jugé intolérable d'y entendre des propos blasphématoires — le marquis George Marie Stanislas Koska de Stacpoole (1829-1896) racheta l'ex-abbaye divisée en deux lots et qui avait été classée monument historique un an auparavant, afin d'en faire sa résidence estivale pour les siens et quelques moines bénédictins ; c'est ainsi que de 1863 à 1867 certains grands travaux y furent menés, dont entre autres la pose de boiseries anciennes acquises à Bruges.
Grand serviteur du Saint-Siège à partir de 1848, fait chevalier de l'ordre du Christ par Pie IX, Stacpoole devint camérier du pape en 1867 ; veuf avec deux enfants en 1872, il entra en 1875 dans les ordres, devint prélat, et en conséquence ne porta pas le titre ducal hérité de son frère en 1878. Disdéri le photographia en 1861 dans sa série des aristocrates anglais (Paris, musée d'Orsay).
Sa première sœur, Georgina, fut chanoinesse du chapitre royal Sainte-Anne de Munich ; leur mère, l'Écossaise Elizabeth Laurence Tulloch de Tannachie (1805-1867), duchesse douairière, séjourna à Saint-Wandrille et mourut à Rome lors du 18e centenaire de la mort de saint Pierre (cf. plaque ci-jointe).
Le 9 décembre 1870, la famille venue de Paris s'y réfugier, quitta l'abbaye devant l'avancée de l'armée prussienne pour gagner Le Havre ; le lendemain, Saint-Wandrille fut occupé, mais sans dommage. Probablement en geste de reconnaissance, le 26 décembre suivant, le marquis de Stacpoole acheta une bande de terre le long des communs afin d'y faire édifier un Saint-Sépulcre qui sera béni le 30 avril 1871, puis un calvaire à la mémoire de son épouse, béni le 3 juillet 1873, suivi de la création dans l'église paroissiale d'une chapelle dédiée au Sacré-Cœur (1879), d'un oratoire et d'une sacristie (vers 1881).
Le 2 mars 1889, monseigneur de Stacpoole cédait, pour des raisons familiales, l'abbaye meublée, contre la jouissance d'un logement sur place, « de toute la propriété un mois par an » et d'une rente annuelle de 25 000 francs, à sa fille Joséphine (Mme John Reginald Talbot depuis 1887) ; s'estimant lésé dans ses intérêts, son fils George, marquis de Stacpoole, qui y avait vécu avec son épouse irlandaise Pauline Mac Evoy jusqu'à fin 1886 et où en 1884 naquit leur fille Gertrude, fit opposition à cet acte. Dès 1890, sa sœur, qui l'occupait avec son époux une partie de l'année, peut-être effrayée par sa gestion, mit la propriété en vente, sans succès - ou du fait de l'opposition paternelle.

### De la restauration fin duXIXeauXXIesiècle
L'abbaye étant à nouveau mise en vente en mai 1893, le cardinal Léon Thomas, archevêque de Rouen, ayant le projet de faire revivre « Fontenelle la Sainte », elle fut vendue — par l'entremise de M. Acher de Montgascon, châtelain de Villequier — le 30 décembre 1893 pour 270 000 francs à une société civile et louée aux moines de Ligugé, issus de l'abbaye de Solesmes, leur abbé étant Dom Joseph Bourigaud. Partie prenante à la vente, Mgr de Stacpoole renonça à ses droits mais obtint la jouissance viagère d'une grande partie de l'aile ouest, contre versement d'un loyer à la SCI.
Le 13 février 1894, les bénédictins entrent à Saint-Wandrille ; la communauté est relevée au rang d'abbaye et son supérieur, dom Joseph Pothier, restaurateur du chant grégorien, en devient le nouvel abbé en 1898.

#### 1901-1931, exil des moines, parenthèse privée de l'abbaye
La Troisième République, par la loi du 1er juillet 1901 sur les associations soumet les congrégations à un régime d'exception qui leur impose d’obtenir une autorisation par une loi. Considérant leurs demandes vouées à l'échec, de nombreuses congrégations partent en exil. Les moines de Saint-Wandrille quittent leur abbaye le 29 septembre 1901 et trouvent refuge au prieuré de Conques, près d'Herbeumont, en Belgique.
Durant cette période, l'abbaye redevient une propriété privée, celle de l'écrivain belge, prix Nobel de littérature, Maurice Maeterlinck. Le grand réfectoire sert de lieu de scène. Georgette Leblanc, compagne de l'écrivain et sœur cadette de Maurice Leblanc, y joua. C'est d'ailleurs grâce à elle, dont la famille est originaire de Normandie, que Maeterlinck jeta son dévolu sur l'abbaye.

#### 1931–XXIesiècle

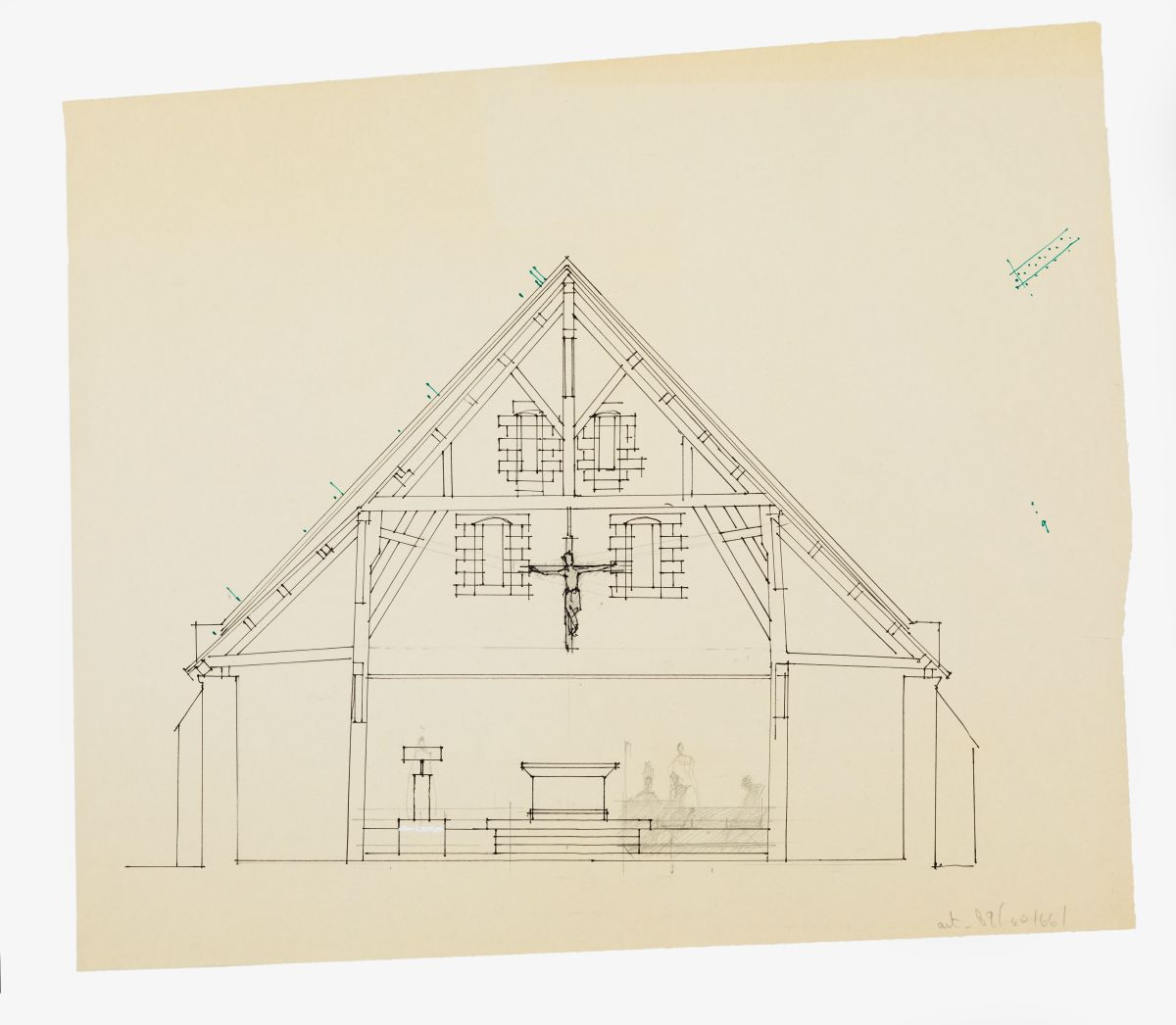
Marion Tournon-Branly, Coupe de l'ancienne grange dîmière de Canteloup, transformée en église abbatiale pour l'abbaye de Saint-Wandrille, 1967, Archives nationales (Fontainebleau), 20070572/89, no 121.

Les moines reviennent d'exil le 26 janvier 1931 ; depuis lors, l'abbaye a repris son rythme monastique, et l'office divin y a été célébré sans discontinuer par les moines.
À partir de 1931, l'abbaye développa sous l'impulsion du père abbé dom Jean-Louis Pierdait un atelier liturgique très actif, animé par dom Paul Sironval et dom Gaston Coubert.
Le 17 juin 1940, le monastère est pillé par l'armée allemande, qui, cependant, ne touche ni à l'oratoire, ni à la sacristie, ni à la bibliothèque. Dans la nuit du 9 au 10 août 1944, l'aile ouest du monastère datant du XVIIe siècle est endommagée par les Alliés, détruisant le deuxième étage de l'aile et l'escalier Saint-Jacques, et provoquant des dégâts aux toits des autres bâtiments.
Le 21 juillet 1954, veille de la Saint-Wandrille, une partie des communs subit un incendie, là où se situaient les ateliers de l'abbaye.
À partir de 1955, l'abbaye accueillit les premiers chapitres généraux de l'ordre des chevaliers de Notre-Dame.
En 1969, une grange dîmière des XIIIe et XVe siècles, provenant du hameau de Canteloup à La Neuville-du-Bosc dans l'Eure, transférée dans l'enceinte du monastère et reconstruite sur les plans de Marion Tournon-Branly, devient la nouvelle église abbatiale.
L'abbé Pierre séjourna à l'abbaye durant la fin de sa vie, de 1983 à 1991, il est d'ailleurs enterré non loin de là, à Esteville.
Le peintre Claude Lagoutte (1935-1990) y séjourna en 1988[réf. nécessaire].

## Description

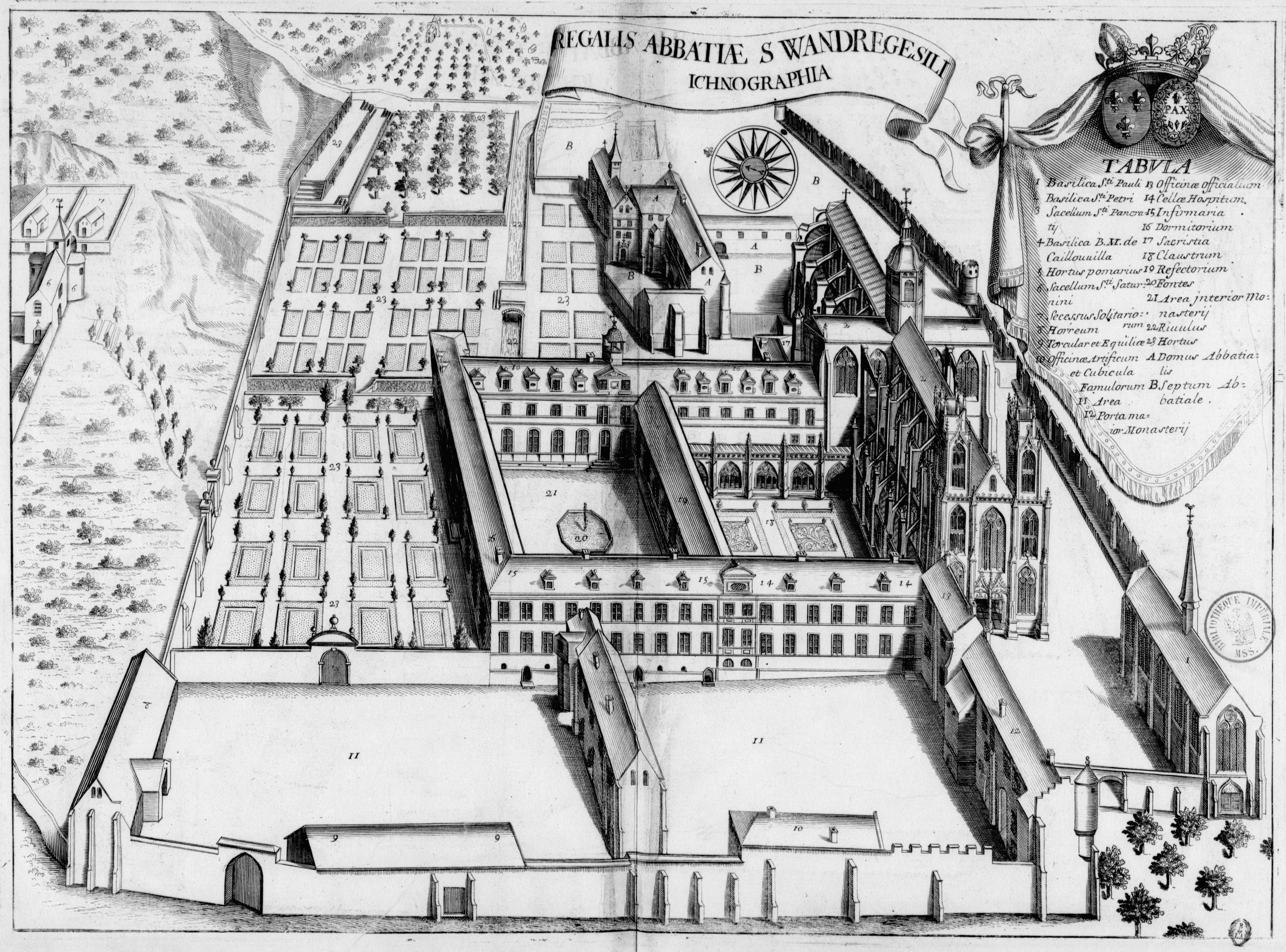
L'abbaye Saint-Wandrille. Gravure du Monasticon Gallicanum (XVIIe siècle). Le nord est à gauche.

### Le cloître

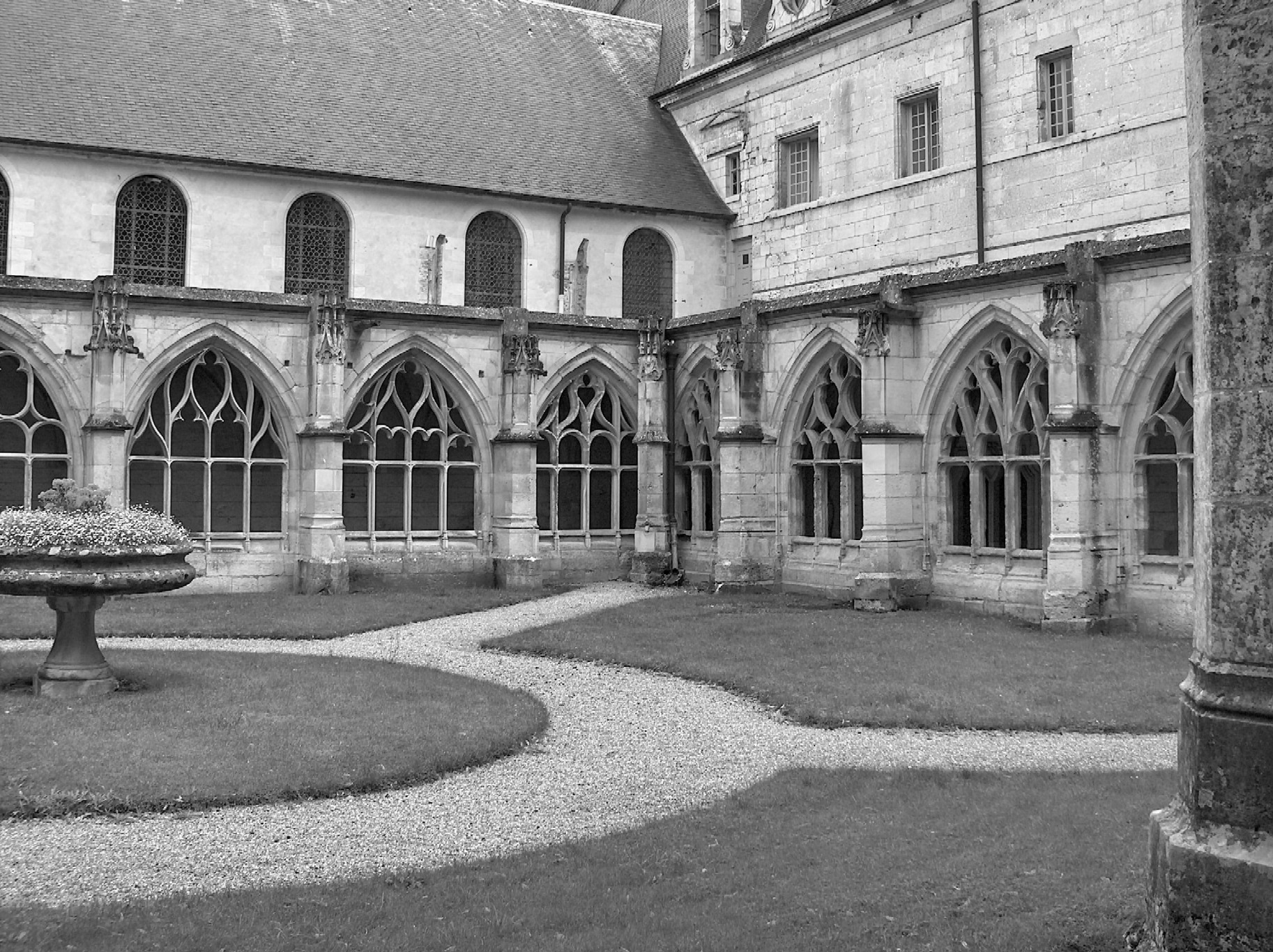
Angle nord-ouest du cloître de l'abbaye Saint-Wandrille, avec ses remplages gothiques flamboyants. À gauche, le grand réfectoire.

C'est le seul cloître gothique complet de Haute-Normandie. Ce cloître a été construit sur l'emplacement de deux autres cloîtres, l'un construit par saint Wandrille et relevé par saint Anségise et l'autre construit par Maynard Ier. L'actuel cloître date sur sa partie la plus ancienne, c'est-à-dire celle qui s'appuyait sur la nef de l'église (galerie sud), des premières années du XIVe siècle. Il compte sept travées en arc brisé (auparavant fermés par des vitraux au XVIIe siècle), les arcades reposent sur des piles qui s'allongent en colonnettes et renforcent les contreforts avancés sur le préau.
La voûte repose sur des croisées d'ogives elles-mêmes décorées. Sur chaque clé de voûte on trouve des armes de l'abbaye, puis celle de l'abbé Jean de Brametot, et un groupe de six personnages. Les galeries de l'est, ouest et nord sont plus basses et datent du gothique flamboyant (1410-1530). C'est sur la galerie est que s'ouvre la porte de la sacristie (refait par M. de Stackpoole).
Le cloître de l'abbaye abrite la statue de Notre-Dame de Fontenelle, Vierge à l'Enfant des premières années du XIVe siècle en pierre blanche calcaire de la vallée de la Seine.

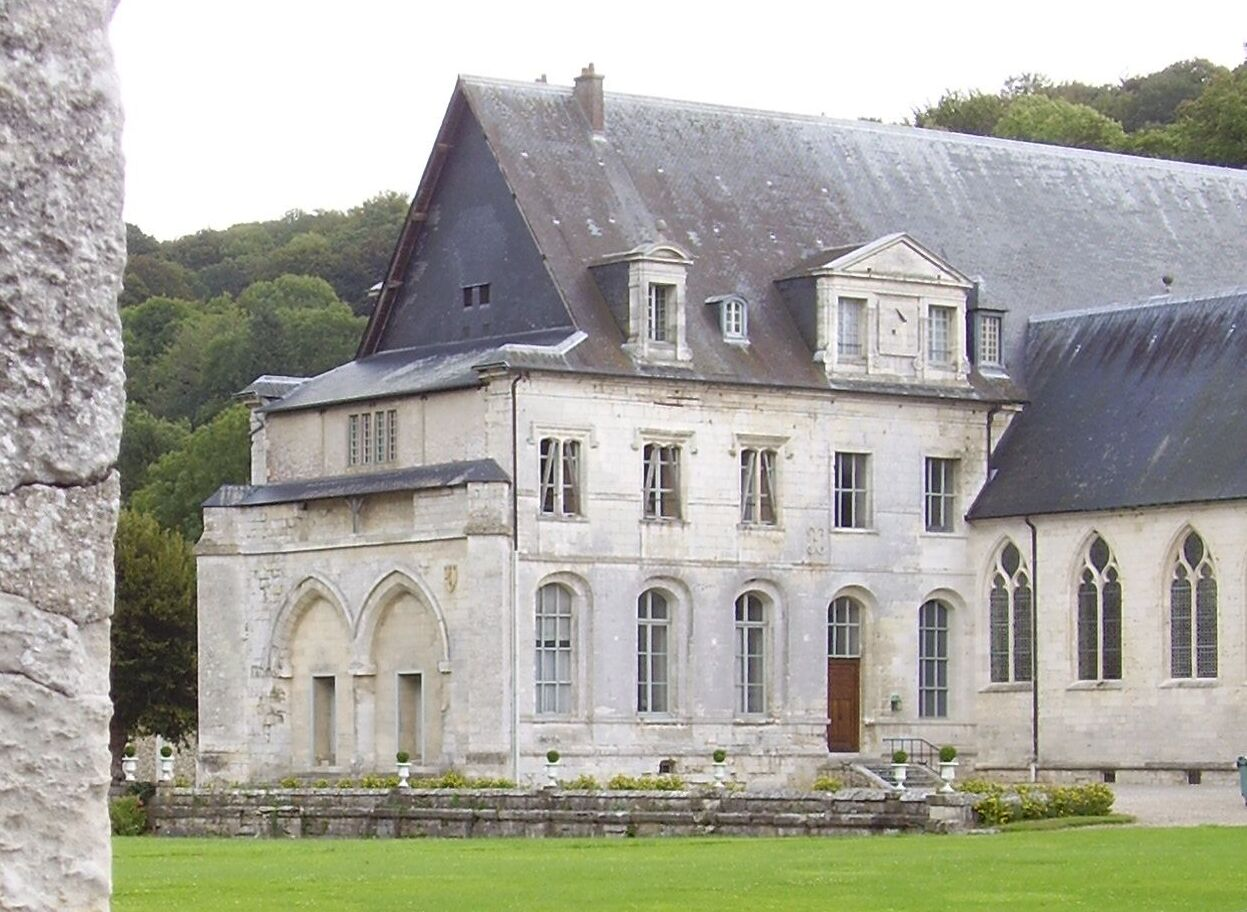
Galerie ouest du cloître, à droite.
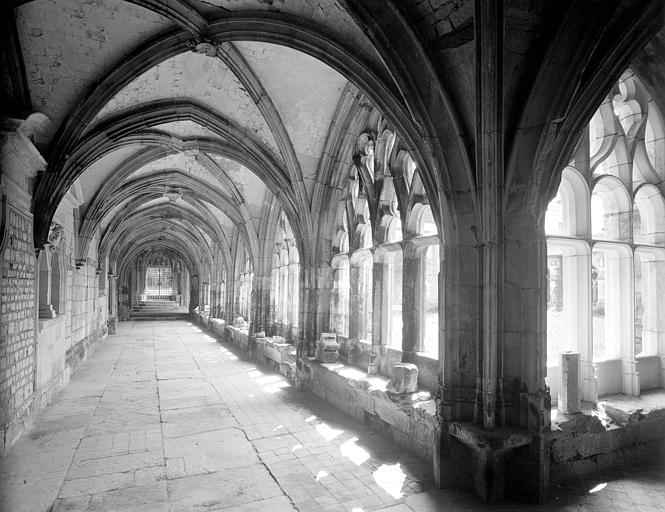
Cloître de l'abbaye Saint-Wandrille. Photographie de Georges-Louis Arlaud, avant 1944.

### Le grand réfectoire
C'est la partie la plus ancienne de l'abbaye, vaste nef de trente-trois mètres cinquante de long et neuf mètres de large. Le temps de la construction remonte à l'an 1027, sur la paroi qui longe le cloître et sur celle de l'est, court une arcature romane de la fin du XIIe siècle, qui a disparu au XIVe remplacée par un mur percé de sept fenêtres. Le vaisseau est recouvert d'une haute voûte de bois en arc brisé du XVIe. Depuis la restauration de la vie monastique en 1931, la salle est encore utilisée comme réfectoire, où le repas commence par le bénédicité et les grâces, et pendant le repas est lue la « lecture de table ». En outre, les repas sont soumis à « la tradition du silence », comme l'ensemble des tâches dans l'abbaye, sauf exception.

### L'église abbatiale Saint-Pierre

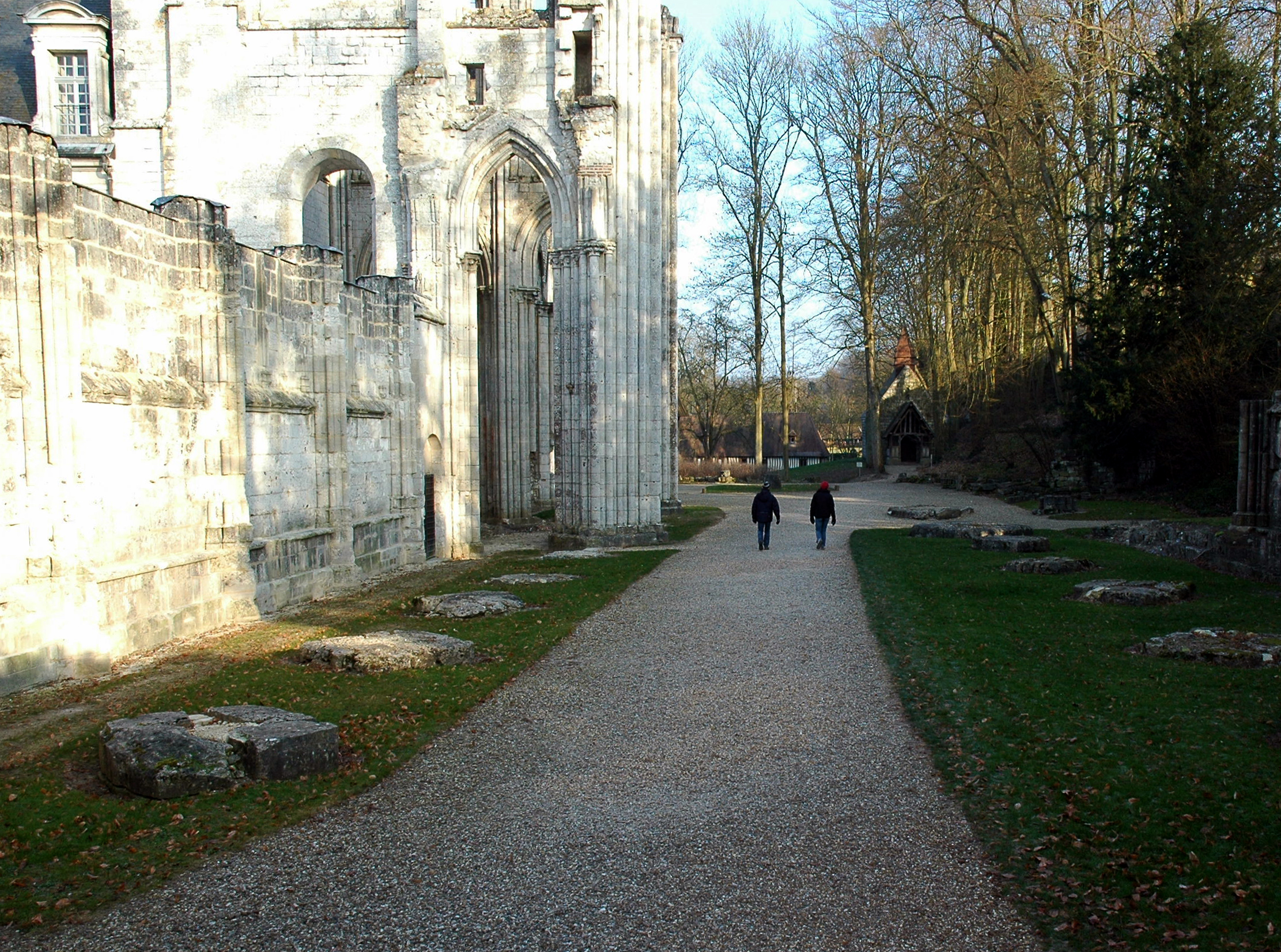
Vestiges du transept. Bases des piliers de la nef et de la tour lanterne.

#### Chœur
Le chœur gothique comptait six travées droites et une abside. Les arcades, en tiers-point, reposaient sur des piliers cylindriques dans la tradition du chœur de Notre-Dame de Rouen. L'entrée du chœur était fermée par un jubé, détruit en 1631 et remplacé en 1672 par un autre orné de statues.
Un déambulatoire faisait le tour du chœur et s'ouvrait sur dix-sept chapelles rayonnantes carrées ou pentagonales correspondant aux travées du chœur, comme à l'abbaye de la Trinité de Fécamp. Il y avait ainsi les chapelles Saints-Sébastien-Roch-et-Adrien, Sainte Geneviève, Saint Vulfran, Saint Éloi, les douze apôtres, Sainte Marie-Madeleine, Saint Nicolas, les Saintes Vierges, Saint Martin, Sainte Anne, le Saint-Sépulcre, Notre-Dame et Saint Benoît. Il ne reste du chœur que quelques pans de mur et des traces au sol.

#### Tour-lanterne
Une tour-lanterne de 75 mètres se dressait sur la croisée du transept, selon la tradition normande, mais elle s'est effondrée à la suite des guerres de religion. On peut encore observer outre les deux piliers conservés, la base des deux autres piliers. Ils étaient plus massifs que ceux de la nef.

#### Transept
Un des bras du transept a été en partie conservé et l'on peut admirer ses arcatures gothiques.

#### Nef
Les murs de la nef subsistent sur le côté du cloître. On peut y remarquer les impacts de bombes laissés par un bombardement pendant la Seconde Guerre mondiale.

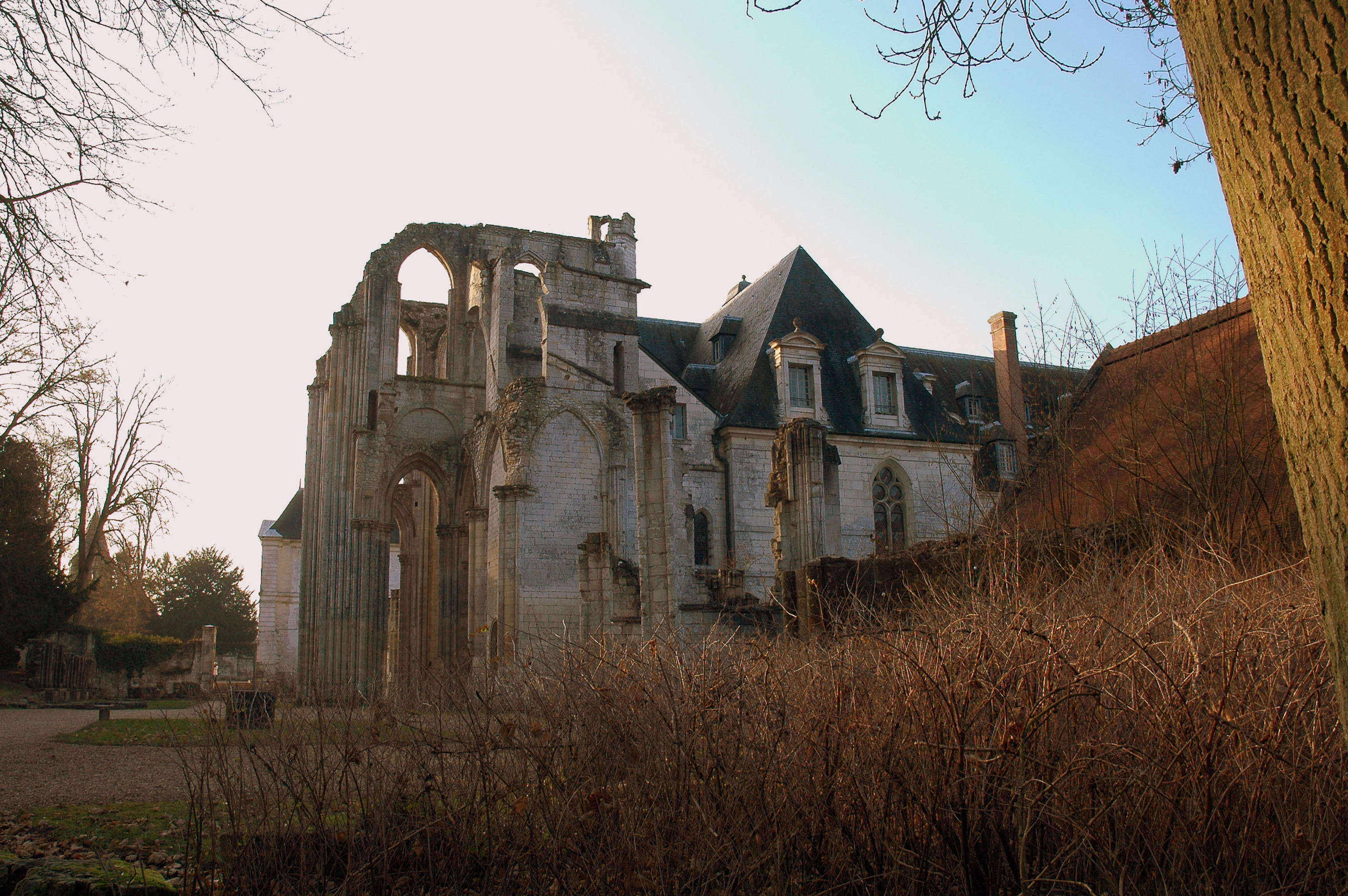
Ruines de l'abbatiale Saint-Pierre.
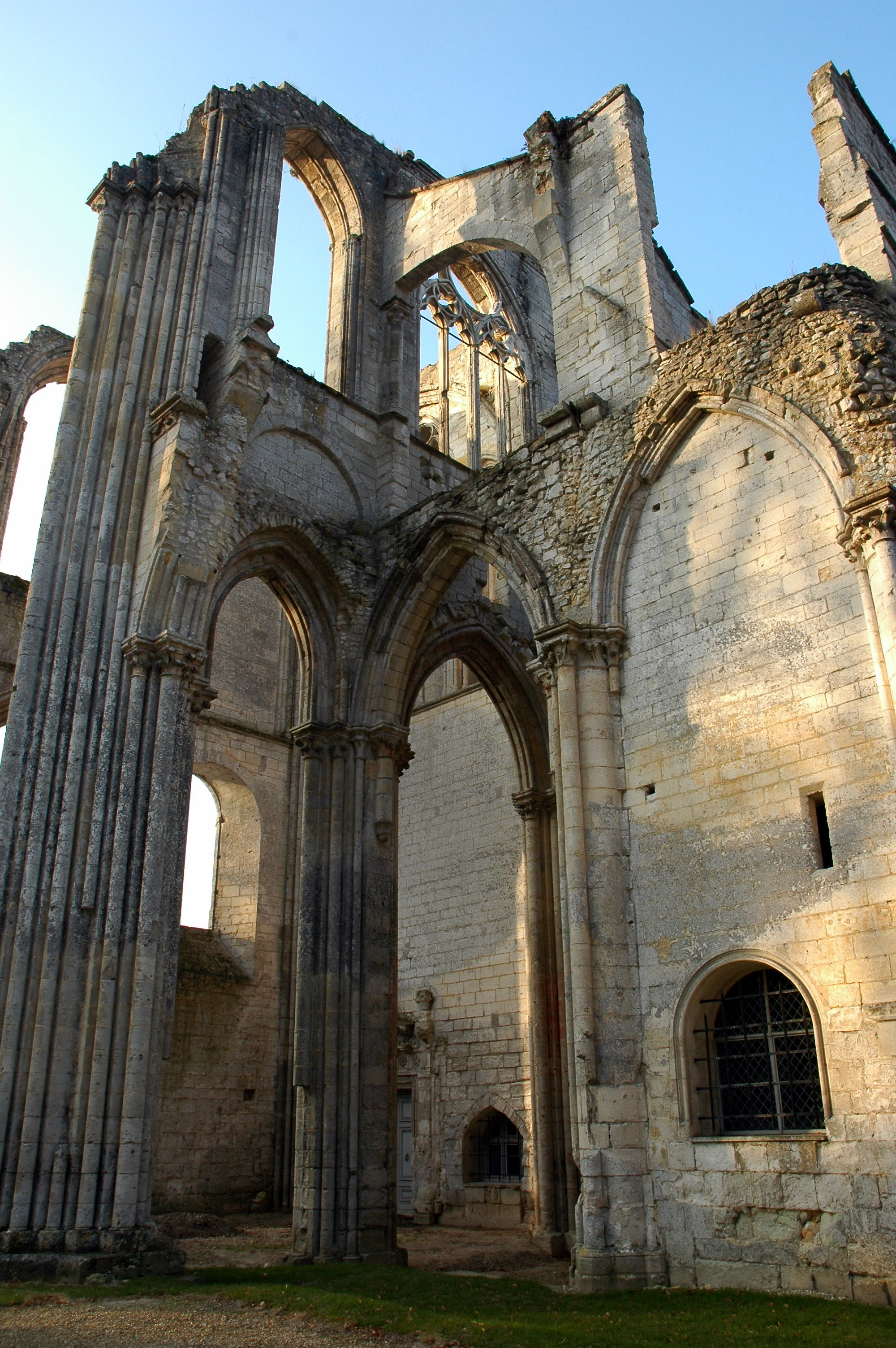
Vestiges du transept.
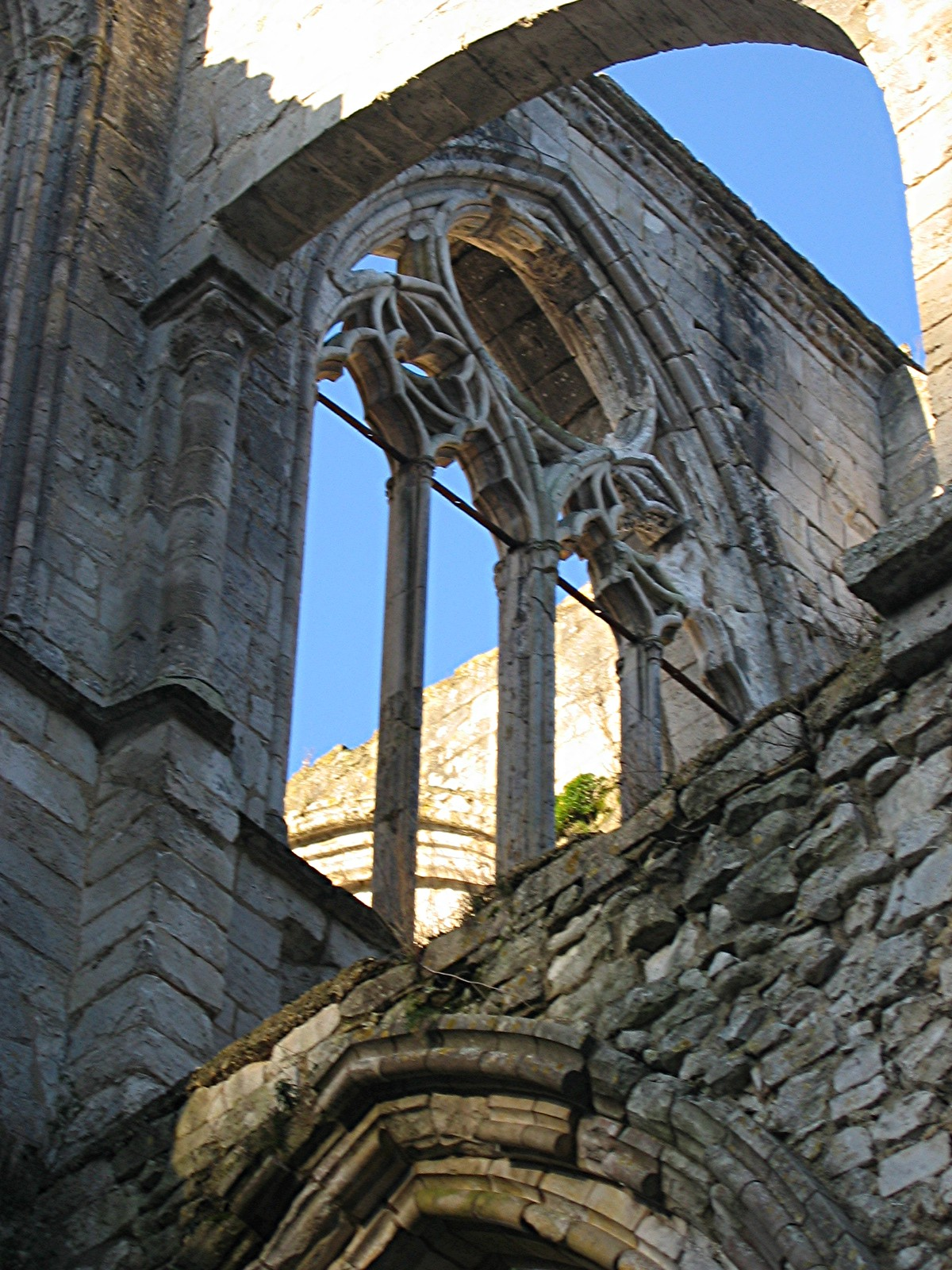
Baie gothique rayonnant du bras du transept.

### La nouvelle église
La nouvelle église, destinée en partie à accueillir le public, remplace l'église gothique trop mutilée pour être reconstruite.
À l'origine, il s'agit d'une grange seigneuriale qui se trouvait à Canteloup dans l'Eure (voir ci-dessus). C'est un édifice en silex épaulé par des contreforts en pierre de Caen. Un toit de tuile remplace l'ancien en chaume. À l'emplacement des entrées latérales pour piétons et charrois, les moines ont bâti la chapelle du Saint Sacrement. Deux nouveaux porches ont été ouverts sur la façade et donnent accès à l'intérieur de cette nouvelle église.
La lumière naturelle à l'intérieur est faible, malgré le percement de quelques fenêtres qui n'éclairaient pas la grange à l'origine. La charpente est une belle construction de chêne datée du XVe siècle, sur le balcon à gauche se trouve l'orgue moderne. Les murs sont blancs, l'église est chauffée par le sol. Une corde délimite les parties réservées au public (la nef) de celles réservées aux moines (le déambulatoire et le chœur). À gauche du déambulatoire, un reliquaire moderne est accroché au mur ; il contient le chef (le crâne) de saint Wandrille, rapatrié de Belgique pour la dédicace de cette nouvelle église.

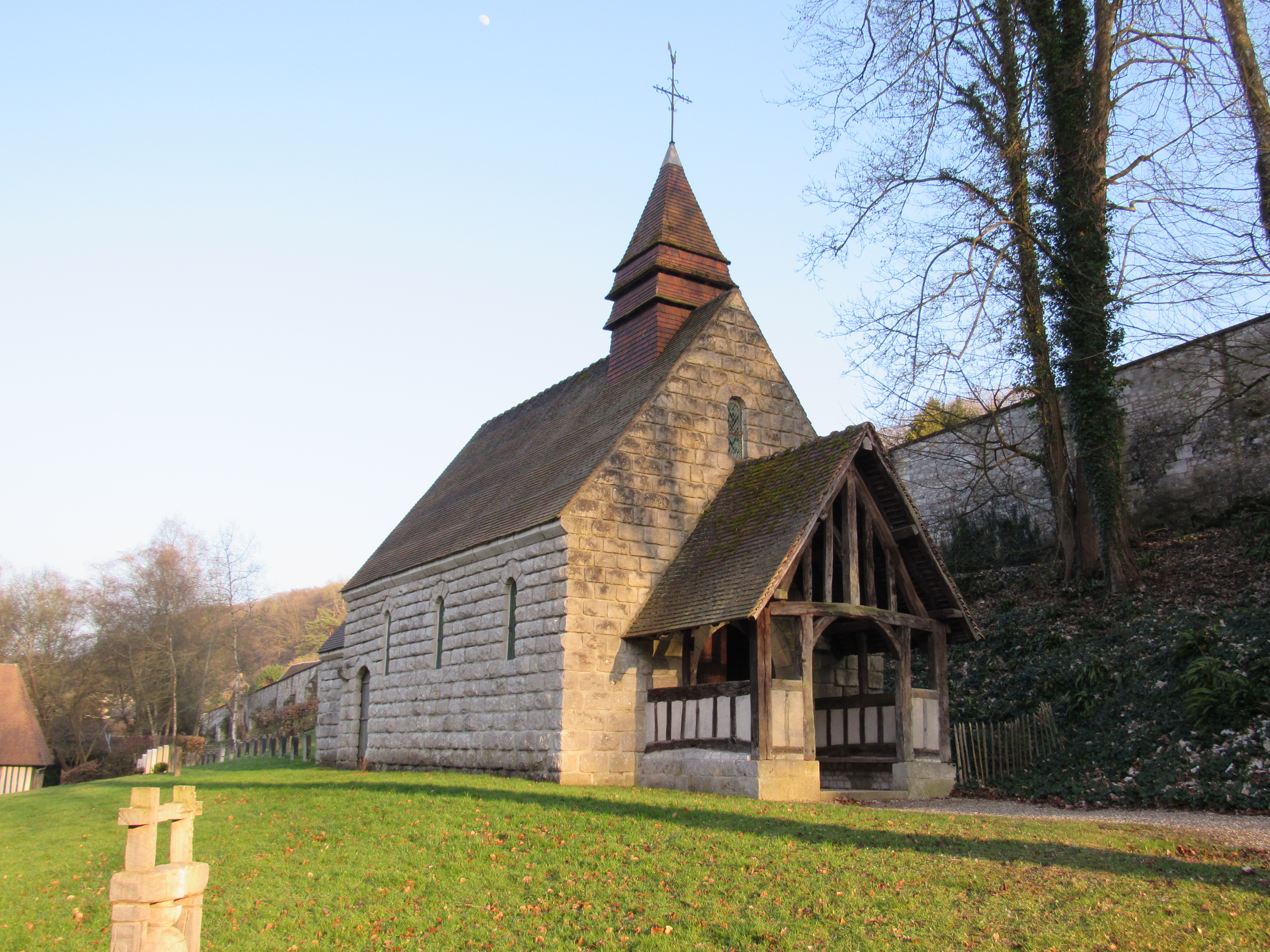
Chapelle Notre-Dame de Caillouville-la-Neuve.
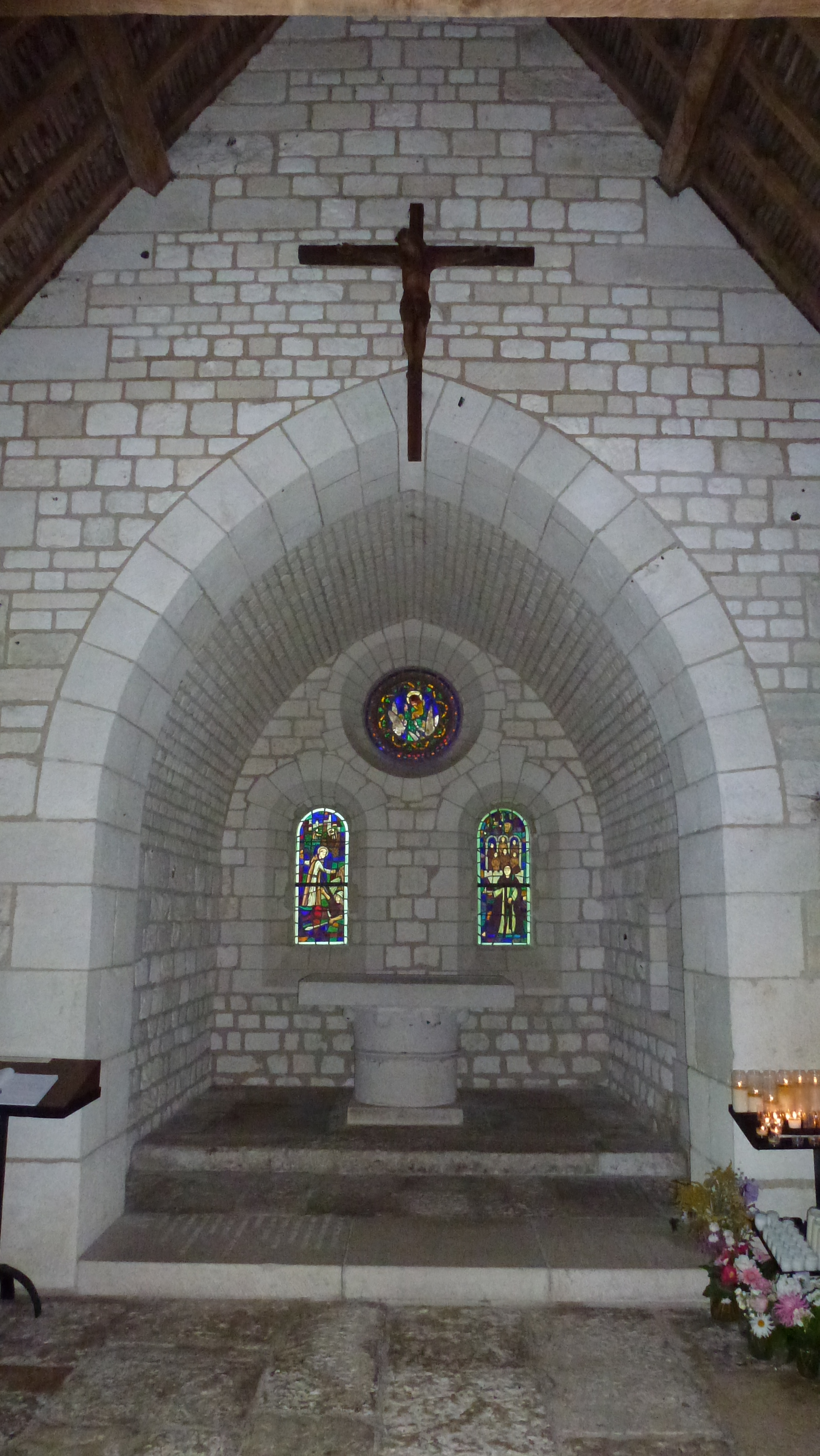
Abside de la chapelle Notre-Dame.
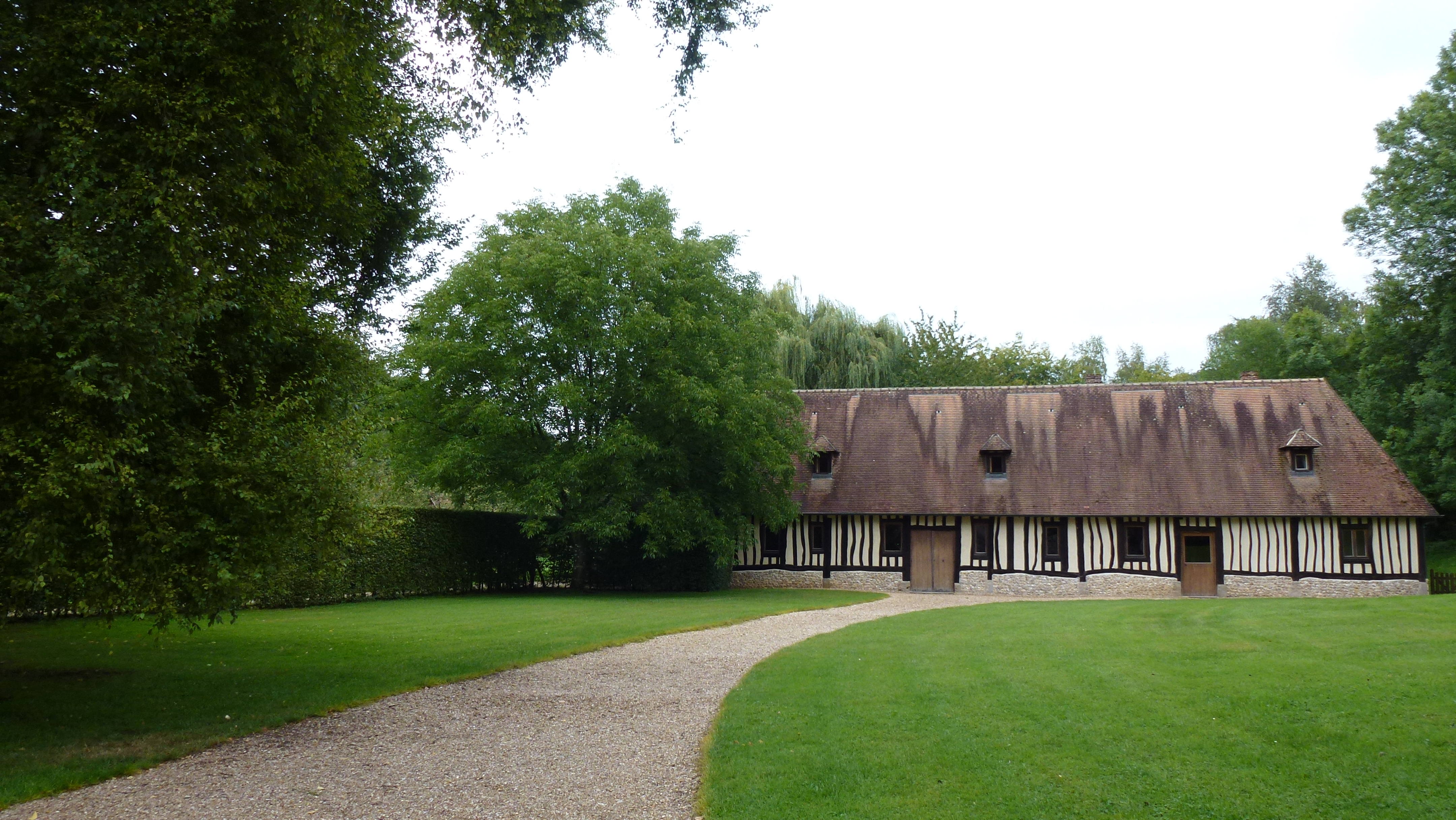
Chapelle Notre-Dame de Caillouville-la-Neuve, ancienne grange seigneuriale.

### La chapelle Saint-Saturnin
La chapelle Saint-Saturnin, située dans les hauteurs du domaine de l'Abbaye, remonte selon certains à l'époque de Saint Wandrille. Cependant, on date l'édifice de la fin du Xe ou début XIe siècle, car elle est bâtie sur un plan tréflé, et des restes de chapiteaux archaïques laissent penser à une reconstruction sur des fondations de l'époque carolingien.

### Bâtiments conventuels duXVIIe–XVIIIesiècle

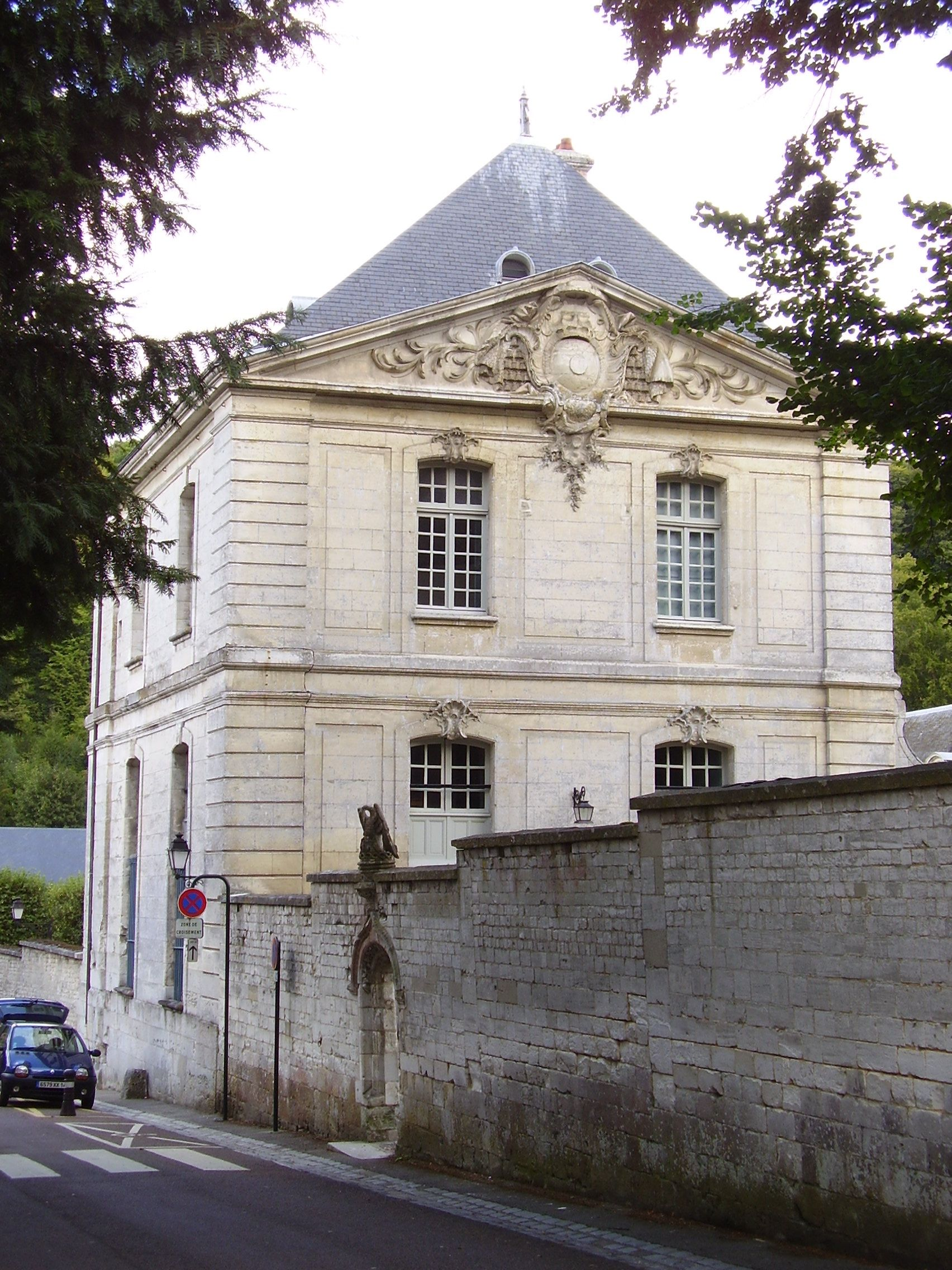
Hôtellerie masculine de l'abbaye, jouxtant l'entrée publique.

Ces bâtiments sont dus aux moines mauristes, rebâtis entre 1640 et 1685 dans le style classique mauriste, concentrant les divers services en quelques bâtiments hauts et vastes. Le plan est régulier et rectiligne. Pourvues de grandes fenêtres, les nobles façades coiffées de hautes toitures percées de lucarnes, mais dépourvues de toute ornementation superflue, reflètent à la fois la majesté du Grand Siècle et l'austérité des moines mauristes.
Le bâtiment de l'ouest présente une longue façade prolongée par le pavillon de la Grâce, postérieur de quatre-vingts ans. Ce bâtiment abrite entre autres la bibliothèque du monastère.
Le bâtiment de l'est, quant à lui, présente une façade tronquée à la suite d'un accident au XIXe siècle. Ce bâtiment contient, entre autres, l'infirmerie de l'abbaye.

### Bâtiments annexes

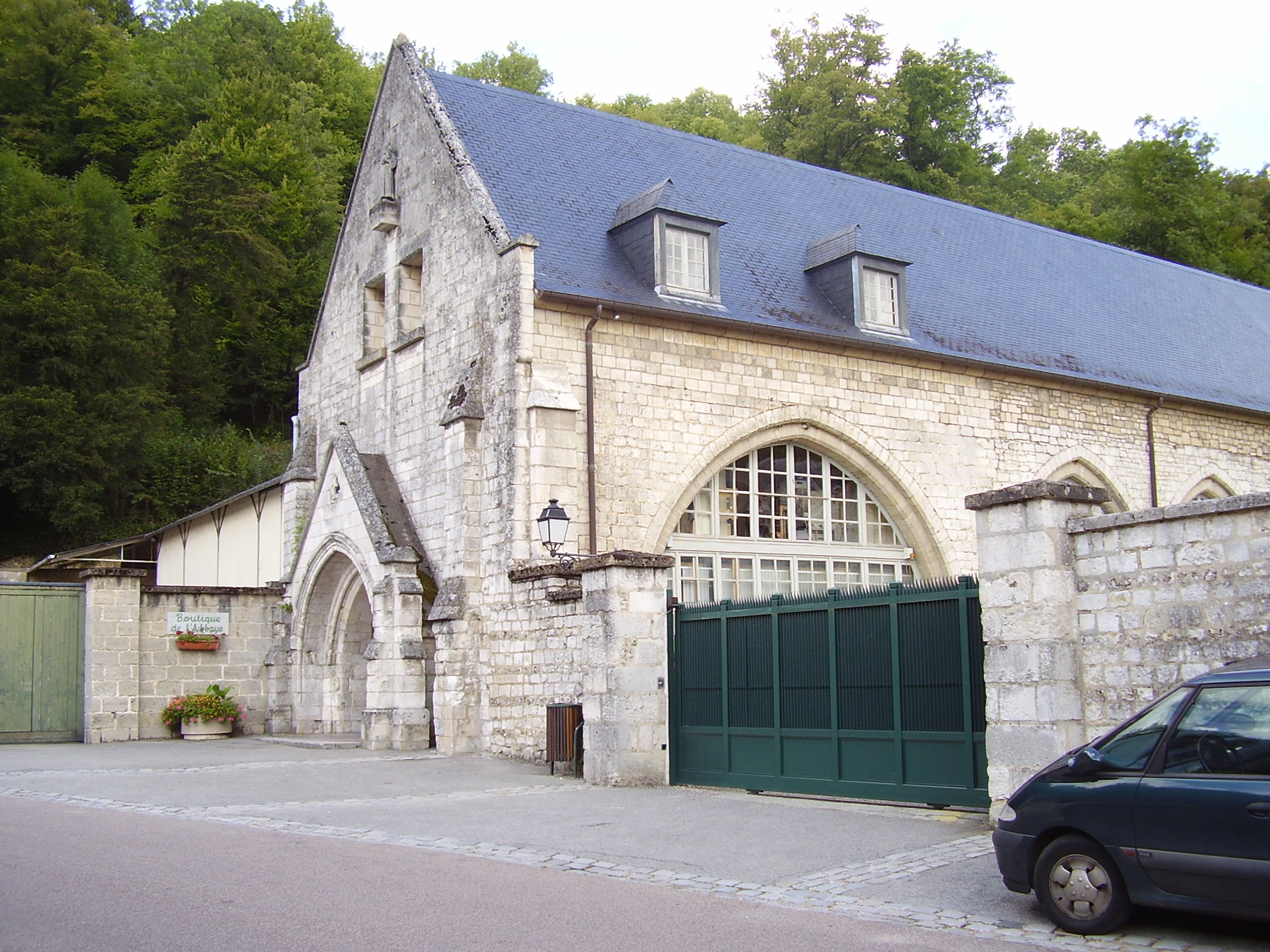
Portail privé des moines et entrée publique du magasin dans les anciennes écuries de style gothique.

À l'extrémité du domaine, un bâtiment en longueur faisait office d'écurie et de grange. Dans la partie gothique du XIVe siècle est installée la librairie-magasin de l'abbaye, où le public peut accéder par une porte donnant à l'extérieur de l'abbaye. L'étage est occupé par les ateliers et bureaux de Fontenelle Microcopie, du négoce de produits d'entretien et des éditions de Fontenelle. La partie droite de ce bâtiment fut reconstruite en 1699 en style classique, elle est occupée aujourd'hui par divers ateliers.
Il y avait également un reclusoir.

### Les cloches
Légèrement à l'écart des bâtiments se trouve, posé au sol, un beffroi de métal abritant une sonnerie de 4 cloches fondues par la fonderie Paccard d'Annecy. Elles furent baptisées le 10 juillet 1960.
- Pierre-Jean (bourdon) : do 3 - 2 000 kilos environ
- Jacques : fa 3 - 900 kilos environ
- Louis : sol 3 - 650 kilos environ
- Michel : la 3 - 450 kilos environ

## Nom et armoiries du monastère

Armes de l'abbaye.

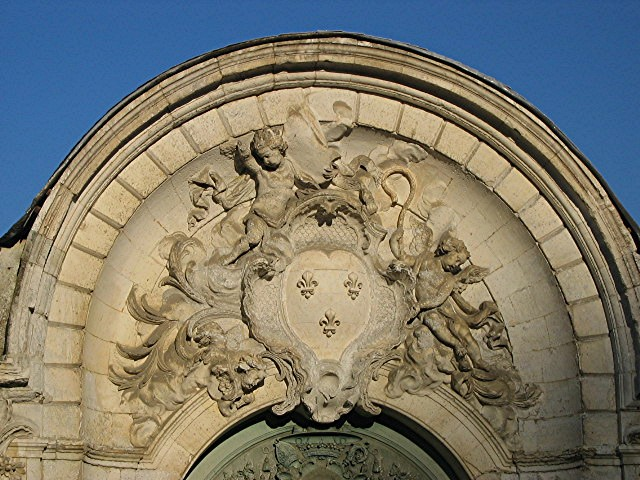
Tympan du portail de Jarente, comportant les armes de France, au-dessus du porche donnant accès au domaine réservé aux moines.

### FontenellepuisSaint-Wandrille
Les premiers documents mentionnant l'abbaye parlent de l'abbaye de Fontenelle (Fontanella en version latine). L'abbaye est fondée sur les ruines d'une villa gallo-romaine tombée en ruine au moment de la chute de l'Empire romain. Lors des incursions vikings, le monastère de Fontenelle disparut et réapparut en 960, sous le nom d'abbaye de Saint-Wandrille. La tradition a ainsi réuni les deux appellations Fontenelle et Saint Wandrille.

### Armoiries
Le blasonnement des armoiries est « d'azur à la fasce ondée d'argent accompagnées de trois fleurs de lys d'or, posées deux et un », l'« onde d'argent » exprime en termes héraldiques la brisure des cent-quatre ans d'interruption de la vie monastique à Saint-Wandrille (1790-1894). Le fait que ce blason ressemble à celui des rois de France s'explique par ce que l'abbaye était sur le domaine royal, et était donc autorisée à porter les armes de France. Une devise a été rajoutée en 1894 « Quasi lilia quoe sunt in transitu aquae » (« Comme les lys sur les bords des eaux ») tiré du livre de l'Ecclésiastique (Livre 8).

## Terriers, propriétés, revenus, dépendances
Vers 1035, Robert, archevêque de Rouen, concède à l'abbaye la dîme des « poissons gras » (cétacés fournissant du lard : baleines, marsouins, cachalots, etc.) capturés à Saint-Marcouf.

### Dépendances
| Possessions           | Commune actuelle  | Dpt | Date début | Date fin           | Commentaires                                                                                             |
| Monastère de Belcinac | Vatteville-la-Rue | 76  | 675        | 1330 (destruction) | Le monastère est détruit lors d'un épisode de mascaret de la Seine                                       |
| Monastère d'Indre     |                   |     | v. 673     | 843 (destruction)  | Le monastère est détruit par les Vikings. Reconstruit par la suite, il ne fut plus qu'un simple prieuré. |

## Chronique de Fontenelle
La chronique carolingienne de Fontenelle gesta abbatum Fontanellensium, s’inspirant des Gesta pontificum romanorum, a été rédigée dans les années 830-840 par un moine de l'abbaye de Fontenelle. Le corpus hagiographique relate les événements marquants de la vie des abbés depuis son fondateur saint Wandrille au VIIe siècle, jusqu'à la mort de l'abbé Anségise en 829.

## Activités actuelles des moines

### Prière
La communauté monastique de l'abbaye Saint-Wandrille perpétue une longue tradition de prière dans le recueillement et le travail, la solitude et la communion. La prière liturgique tient une place essentielle dans la vie des moines, les rassemblant sept fois par jour dans l'église du monastère. L'abbaye Saint-Wandrille accueille aussi des hôtes désireux de vivre un temps de silence et de recueillement spirituel aux côtés de la communauté monastique. Il existe une hôtellerie intérieure pour les messieurs, et une hôtellerie extérieure pour les dames et les familles, avec une capacité respective d'accueil de vingt et vingt-cinq personnes. Une autre hôtellerie, destinée aux groupes, a également ouvert ses portes en avril 2022, à quelques centaines de mètres de l'abbaye.
- Horaire des offices[38] :
  - vigiles : 5 h 25 ;
  - laudes : 7 h 30 ;
  - tierce : 9 h 30 (situé dans le cloître, ouvert seulement aux prêtres concélébrants) ;
  - messe : 9 h 45 (semaine), 10 h (dimanche et fêtes) ;
  - sexte : 12 h 45 ;
  - none : 14 h 15 (semaine), 14 h 30 (dimanche et fêtes) ;
  - vêpres : 17 h 30 (semaine), 17 h (dimanche et fêtes) ;
  - complies : 20 h 35.

Les offices sont en latin, en chant grégorien (suivant la forme ordinaire de la liturgie romaine).

### Activité professionnelle des moines
- Boutique : les moines vendent leurs propres produits (encaustique, produits d'entretien, miels, produits alimentaires), ainsi que d'autres produits d'autres communautés dans la boutique de l'abbaye[39] ;
- Produits monastiques : depuis soixante-cinq ans, l'abbaye fabrique des produits d’entretien (nettoyage des sols et cuisines, désinfection et le lavage du linge)[40] ;
- Édition de Fontenelle : l'abbaye réimprime des livres anciens, ainsi que des éditions nouvelles à petit tirage[41] ;
- Renascentis : les moines sont aussi spécialisés dans la rénovation et la conservation de peintures et d'œuvres d'art[42] ;
- Fontenelle Microcopie : entre 1971 et 2014, les moines ont dirigé une entreprise commerciale de sécurisation, sauvegarde et archivage des données. Prestataire de scannérisation de documents, microfilmage documentaire, archivage papier avec hébergement et sauvegarde de données informatiques. Fontenelle Microcopie était un établissement à régime restrictif avec habilitation militaire DPSD (Direction de la Protection et de la Sécurité de la Défense);
- En 2016, la communauté ouvre une brasserie monastique. Ils sont les seuls moines français à brasser et à commercialiser eux-mêmes leur propre bière[43]. 135 000 bouteilles sont produites chaque année, participant à financer l'entretien de l'abbaye[44].